# Сан Дамијано (Савона)
Сан Дамијано је насеље у Италији у округу Савона, региону Лигурија.
Према процени из 2011. у насељу је живело 58 становника. Насеље се налази на надморској висини од 390 м.